# Núi Merbabu
Núi Merbabu (tiếng Indonesia: Gunung Merbabu) là một ngọn núi lửa hình nón không hoạt động ở Trung Java ở Indonesia. Cái tên Merbabu có thể được dịch một cách lỏng lẻo là 'Núi tro' từ các từ kết hợp tiếng Java; Meru có nghĩa là "ngọn núi" và awu hoặc abu có nghĩa là "tro".
Núi lửa Merapi đang hoạt động nằm liền kề ở phía đông nam của nó, trong khi thành phố Salatiga nằm ở chân đồi phía bắc. Một yên rộng cao 1.500m nằm giữa Merbabu và Merapi, địa điểm của làng Selo, Java, đất canh tác rất màu mỡ.
Có hai đỉnh; Syarif (3.119 m) và Kenteng Songo (3.145 m). Ba thung lũng xuyên tâm hình chữ U kéo dài từ đỉnh Kenteng Songo theo hướng bắc, đông bắc và đông nam.

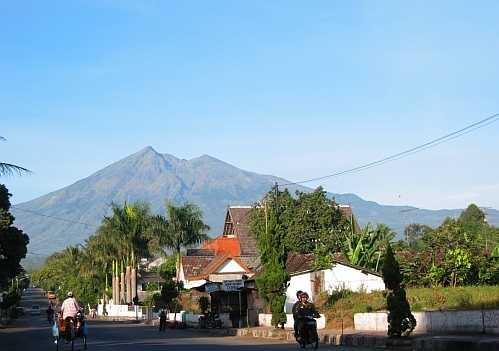
Quang cảnh núi Merbabu từ Salatiga

Hai vụ phun trào vừa phải được biết đến xảy ra vào năm 1560 và 1797. Sự kiện năm 1797 được đánh giá trên Chỉ số bùng nổ núi lửa. Một vụ phun trào chưa được xác nhận có thể xảy ra vào năm 1570. Các vụ phun trào gần đây về mặt địa chất bắt nguồn từ hệ thống khe nứt Bắc-Tây Bắc - Nam-Đông Nam cắt ngang đỉnh núi và các dòng dung nham lớn từ các miệng núi lửa Kopeng và Kajor ở sườn phía bắc và phía nam, tương ứng. Merbabu có thể được leo lên từ một số tuyến đường bắt nguồn từ thị trấn Kopeng ở phía đông bắc, và cũng từ Selo ở phía nam. Một chuyến leo núi từ Kopeng đến Kenteng Songo mất từ 8 đến 10 giờ. Một diện tích 57 km² trên núi đã được tuyên bố là công viên quốc gia vào năm 2004.